# Unidade Auxiliar da Marinha

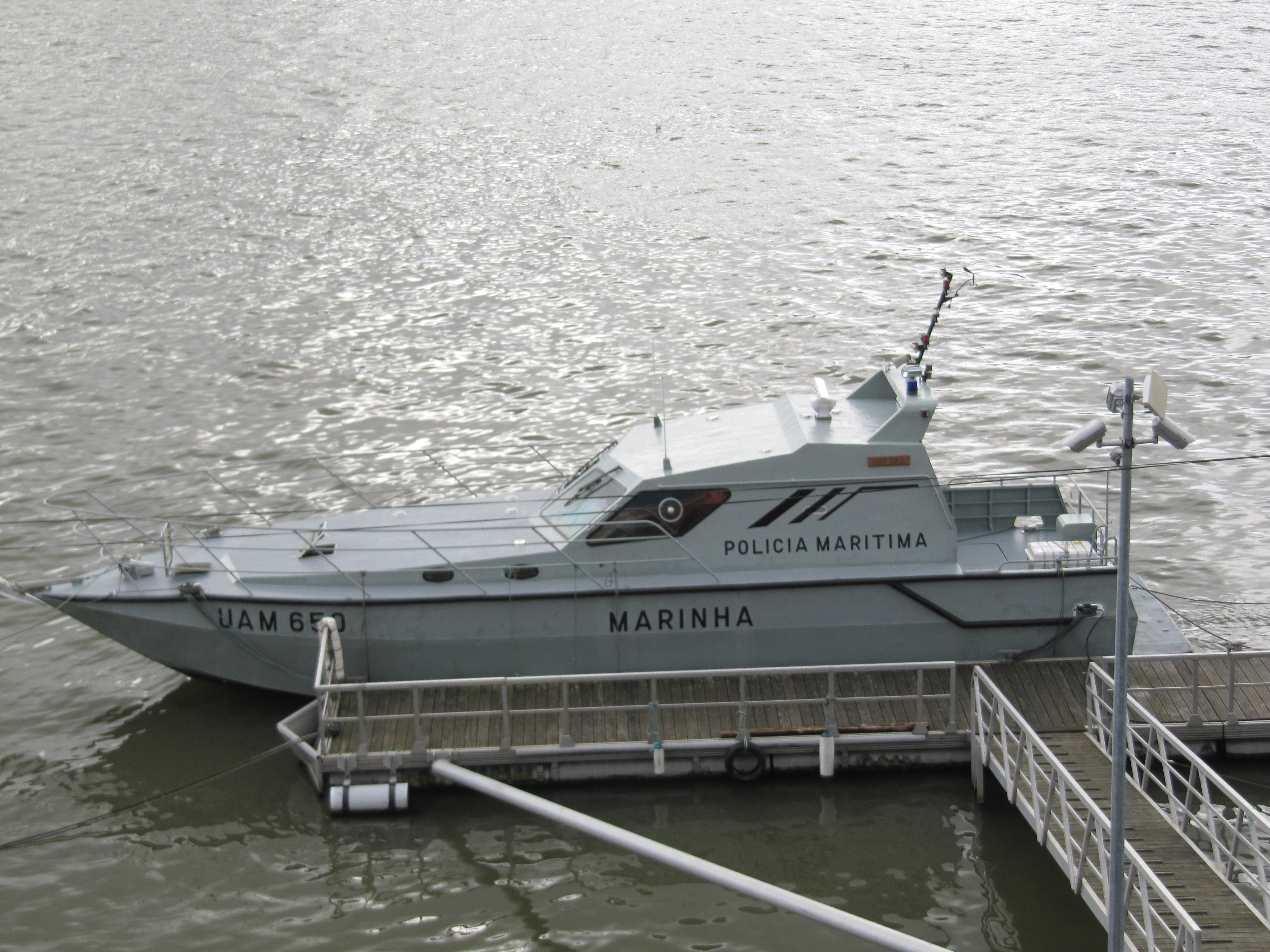
UAM 650 no Rio Douro

Classificam-se como Unidades Auxiliares da Marinha (UAM), as embarcações ao serviço da Marinha Portuguesa, consideradas não militares. As UAM podem ser tripuladas por pessoal militar, militarizado ou civil da Marinha.
Nesta categoria estão incluídas, por exemplo, lanchas da Polícia Marítima, embarcações do Instituto de Socorros a Náufragos, navios de treino de mar, embarcações portuárias, etc.

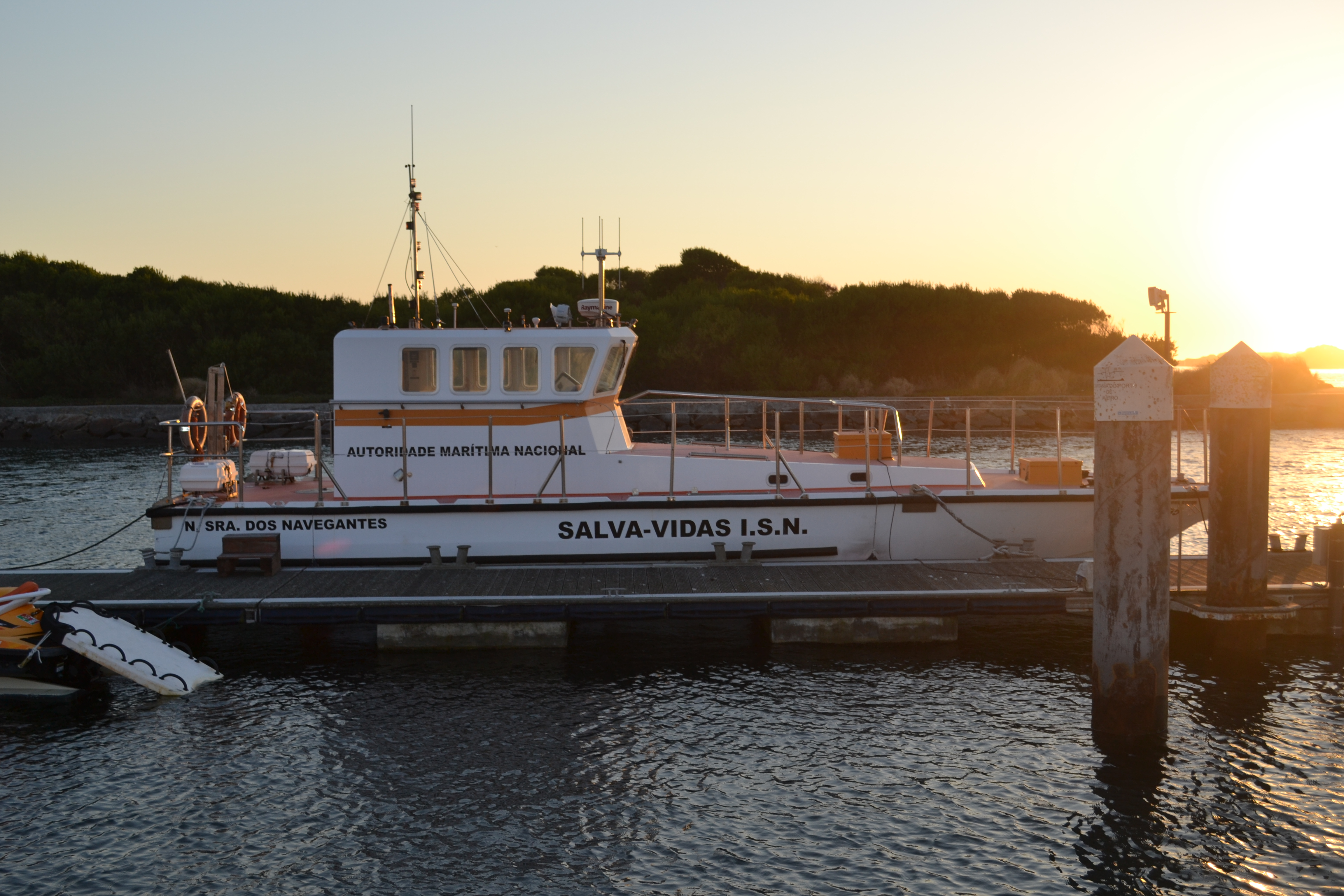
UAM 695 N. Sra. dos Navegantes da Classe Rainha D. Amélia

Por comparação, os navios militares da Marinha são designados "Navios da República Portuguesa (NRP)".

## Lista de Unidades Auxiliares da Marinha
Referência principal.
| Instituto de Socorros a Náufragos | Instituto de Socorros a Náufragos | Instituto de Socorros a Náufragos | Instituto de Socorros a Náufragos | Instituto de Socorros a Náufragos |
| Número                            | Designação                        | Tipo                              | Classe                            | Observações                       |
| --------------------------------- | --------------------------------- | --------------------------------- | --------------------------------- | --------------------------------- |
| UAM604                            | Patrão Cego do Maio               | Salva vidas oceânicos             | Vigilante II                      | No ativo desde 2022               |
| UAM601                            | Vigilante                         | Salva vidas oceânicos             | Vigilante                         | No ativo desde 2007               |
| UAM602                            | Atento                            | Salva vidas oceânicos             | Vigilante                         | No ativo desde 2008               |
| UAM603                            | Diligente                         | Salva vidas oceânicos             | Vigilante                         | No ativo desde 2008               |
| UAM689                            | Rainha D. Amélia                  | Salva vidas oceânicos             | Rainha D. Amélia                  | No ativo desde 1997               |
| UAM690                            | Patrão Moisés Macatrão            | Salva vidas oceânicos             | Rainha D. Amélia                  | No ativo desde 1997               |
| UAM691                            | N. Sra. da Boa Viagem             | Salva vidas oceânicos             | Rainha D. Amélia                  | No ativo desde 1997               |
| UAM692                            | Duque da Ribeira                  | Salva vidas oceânicos             | Rainha D. Amélia                  | No ativo desde 1998               |
| UAM693                            | N. Sra. da Conceição              | Salva vidas oceânicos             | Rainha D. Amélia                  | No ativo desde 1998               |
| UAM694                            | N. Sra. das Salvas                | Salva vidas oceânicos             | Rainha D. Amélia                  | No ativo desde 1998               |
| UAM695                            | N. Sra. dos Navegantes            | Salva vidas oceânicos             | Rainha D. Amélia                  | No ativo desde 2000               |
| UAM696                            | Senhor Jesus das Chagas           | Salva vidas oceânicos             | Rainha D. Amélia                  | No ativo desde 2000               |

Além das embarcações acima referidas, o Instituto de Socorros a Náufragos conta com 37 lanchas de salvamento costeiro e 104 embarcações salva vidas de pequeno porte como motas de água e botes. Estão em construção 2 lanchas da Classe Vigilante II e pretende-se construir mais duas. As últimas embarcações da Classe Wilhelm Hubotter foram retiradas em 2020. Nos últimos anos o Instituto de Socorros a Náufragos tem sido reforçado na época balnear com 30 viaturas Volkswagen Amarok ao abrigo do projeto "SeaWatch".
| Embarcações das Capitanias | Embarcações das Capitanias | Embarcações das Capitanias | Embarcações das Capitanias | Embarcações das Capitanias                |
| Número                     | Designação                 | Tipo                       | Classe                     | Observações                               |
| -------------------------- | -------------------------- | -------------------------- | -------------------------- | ----------------------------------------- |
| UAM650                     | Bolina                     | Lancha                     | Bolina                     | Capitania do Douro                        |
| UAM651                     | Nortada                    | Lancha                     | Bolina                     | Capitania de Lisboa                       |
| UAM610                     | Golfinho                   | Lancha                     |                            | Capitania de Leixões                      |
| UAM618                     | Teresa Paula               | Lancha                     |                            | Capitania de Ponta Delgada                |
| UAM626                     | Santa Maria                | Lancha                     |                            | Capitania de Olhão                        |
| UAM631                     | Levante                    | Lancha                     |                            | Capitania de Lisboa                       |
| UAM639                     | Tufão                      | Lancha                     | Tufão                      | Capitania de Lisboa, no ativo desde 1989  |
| UAM647                     | Macaréu                    | Lancha                     | Calmaria                   | Capitania de Portimão                     |
| UAM648                     | Preia-Mar                  | Lancha                     | Calmaria                   | Capitania do Douro                        |
| UAM697                     | Madeira                    | Lancha                     |                            | Capitania do Funchal, no ativo desde 2018 |

Além das embarcações acima referidas, a Polícia Marítima opera 20 embarcações de alta velocidade, 14 embarcações semi-rígidas, 8 botes, 3 embarcações do tipo "aladora", uma embarcação rígida e algumas motas de água.
| Outras Unidades Auxiliares da Marinha | Outras Unidades Auxiliares da Marinha | Outras Unidades Auxiliares da Marinha | Outras Unidades Auxiliares da Marinha | Outras Unidades Auxiliares da Marinha                                                   |
| Número                                | Designação                            | Tipo                                  | Operador                              | Observações                                                                             |
| ------------------------------------- | ------------------------------------- | ------------------------------------- | ------------------------------------- | --------------------------------------------------------------------------------------- |
| UAM101                                | Vale do Zebro                         | Lancha semi-rígida                    | Corpo de Fuzileiros                   | No ativo desde 2008, armada com uma MG3.                                                |
| UAM102                                | Tróia                                 | Lancha semi-rígida                    | Corpo de Fuzileiros                   | No ativo desde 2008, armada com uma MG3.                                                |
| UAM103                                | Destemor                              | Lancha semi-rígida                    | Corpo de Fuzileiros                   | No ativo desde 2015, armada com uma MG3.                                                |
| UAM201                                | UAM Creoula                           | Navio-escola                          | Comando Naval                         | No ativo desde 1987                                                                     |
| UAM203                                | Dom Fernando II e Glória              | Fragata à vela                        | Museu de Marinha                      | Serviu a Marinha Portuguesa entre 1845 e 1878. Desde 1998 pertence ao Museu de Marinha. |
| UAM676                                | Guia                                  | Logístico                             | Autoridade Marítima Nacional          | No ativo desde 1983                                                                     |
| UAM687                                | Vazante                               | Combate à poluição                    | Autoridade Marítima Nacional          | Ambos no ativo desde 1994 e utilizados para combate à poluição.                         |
| UAM688                                | Enchente                              | Combate à poluição                    | Autoridade Marítima Nacional          | Ambos no ativo desde 1994 e utilizados para combate à poluição.                         |
| UAM802                                | Atlanta                               | Lancha                                | Instituto Hidrográfico                | No ativo desde 1984                                                                     |
| UAM805                                | Fisália                               | Lancha                                | Instituto Hidrográfico                | No ativo desde 1985                                                                     |
| UAM810                                | Mindelo                               | Lancha                                | Escola Naval                          | No ativo desde 1996                                                                     |
| UAM811                                | Niassa                                | Lancha                                | Escola Naval                          | No ativo desde 1996                                                                     |
| UAM812                                | Cacheu                                | Lancha                                | Escola Naval                          | No ativo desde 1996                                                                     |
| UAM814                                | Canopus                               | Veleiro                               | Escola Naval                          | No ativo desde 2006                                                                     |
| UAM830                                | Sável                                 | Lancha                                | Esquadra de Submarinos                | No ativo desde 1991                                                                     |
| UAM852                                | Albacora II                           | Lancha                                | Aquário Vasco da Gama                 | No ativo desde 1980                                                                     |
| UAM901                                | Alva                                  | Lancha                                | Comando Naval                         | No ativo desde 1985                                                                     |
| UAM913                                | Zêzere                                | Semelhante a um Cacilheiro            | Comando Naval                         | No ativo desde 1983                                                                     |
| UAM919                                | Sorraia                               | Lancha                                | Base Naval de Lisboa                  | No ativo desde 2009                                                                     |
| Embarcação de Alta Velocidade         |                                       |                                       |                                       |                                                                                         |
| EAV???                                | Príncipe                              | Lancha de Alta Velocidade             | Corpo de Fuzileiros                   | No ativo desde 2024                                                                     |

Além das embarcações referidas acima, o Corpo de Fuzileiros também opera dezenas de botes assim como a Marinha Portuguesa opera vários veículos marítimos não tripulados.
Há outras autoridades em Portugal que também operam embarcações, por exemplo a Guarda Nacional Republicana opera 23 lanchas, das quais, 12 Lanchas de Vigilância e Interseção classe Ribamar e 9 Lanchas de Fiscalização de Águas Interiores. Também opera 5 embarcações semi-rígidas de alta velocidade, e uma megalancha com capacidade de fiscalização em alto mar.